# Browar Mieszczański we Wrocławiu
Browar Mieszczański – browar we Wrocławiu działający w latach 1894–1996, znajdujący się na osiedlu Huby, przy ulicy Hubskiej 44-48. W miejscu dawnego browaru powstało Centrum Kulturalne, dysponujące 12 800 m² powierzchni. Organizowane są wystawy, imprezy kulturalno-rozrywkowe. Działają tu m.in. teatr, sale wystawowe, galerie i pracownie artystyczne.

## Historia

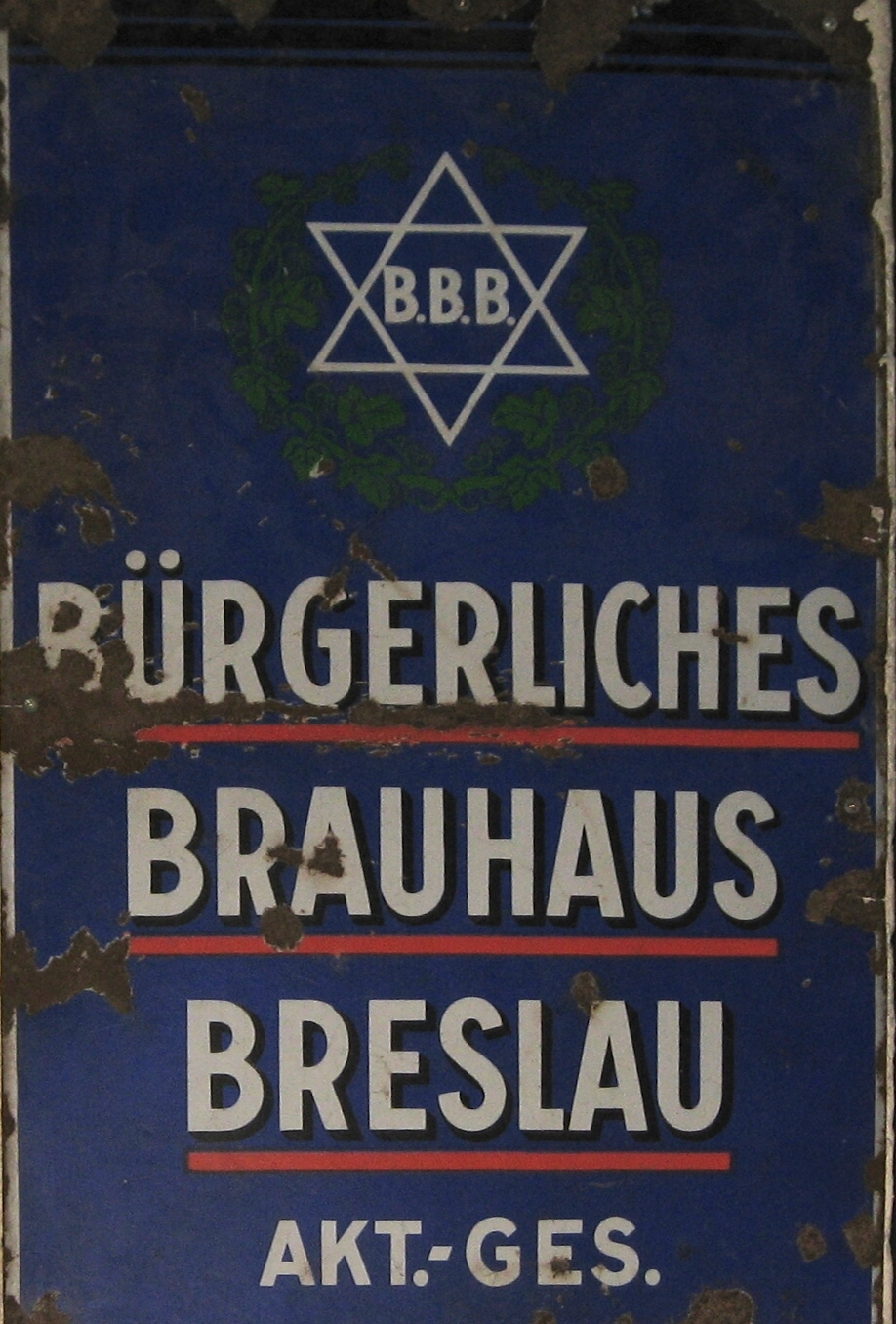
Reklama browaru Bürgerliches Brauhaus Breslau

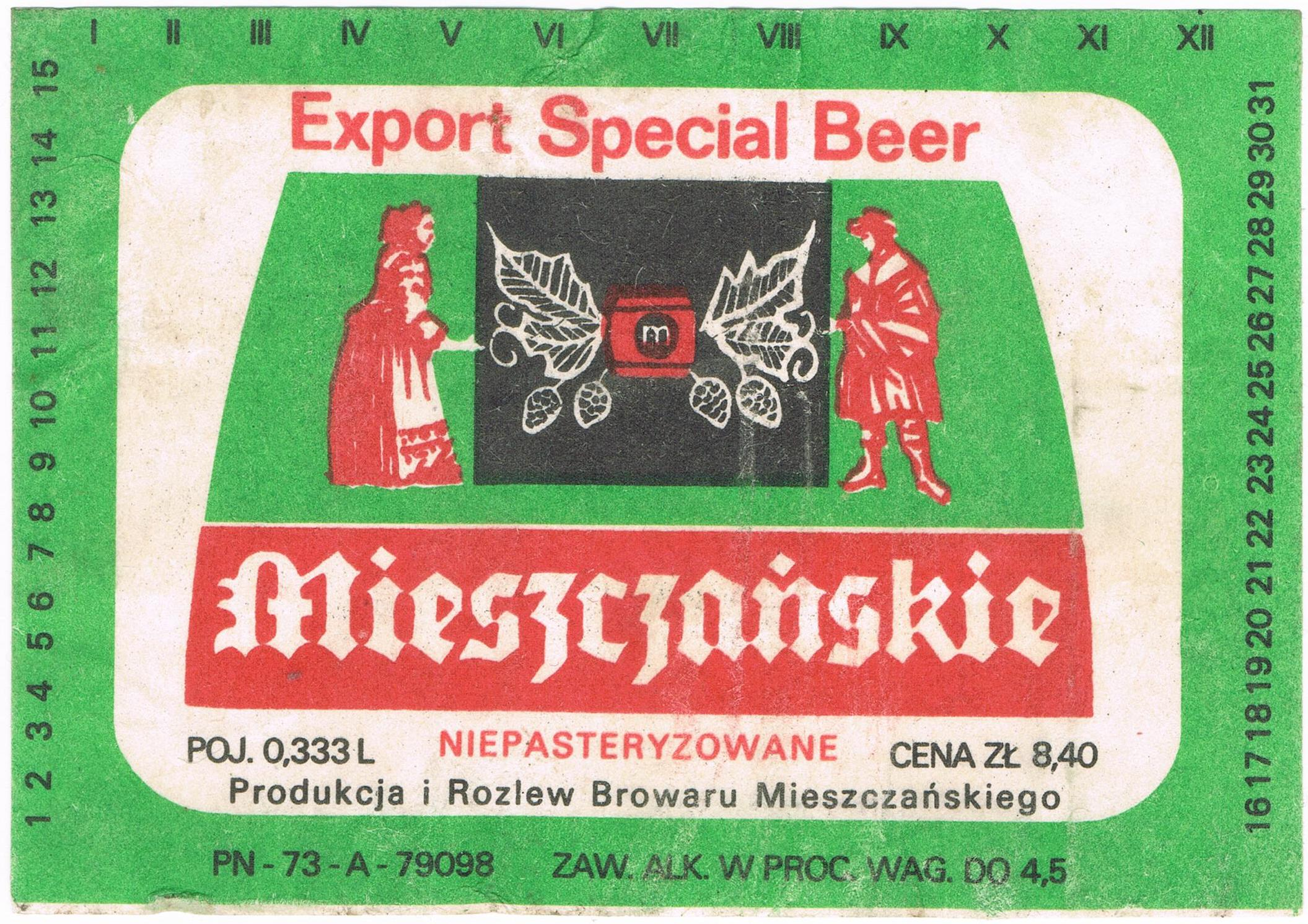
Etykieta

Początki browaru przy ulicy Hubskiej to rok 1894, kiedy to na zakupionej działce Robert Hain, właściciel lokalu Alter Weinstock mieszczącego się przy ulicy Oławskiej 23, wybudował zakład wytwarzający piwo na potrzeby swojego lokalu. Pierwsza nazwa browaru pochodziła właśnie od nazwy lokalu właściciela, brzmiała ona Brauerei zum Alten Weinstock.
W roku 1907 browar Roberta Haina wykupiło Stowarzyszenie Wrocławskich Oberżystów i Szynkarzy. Pragnęli oni mieć w posiadaniu browar produkujący piwo przeznaczone do konsumpcji w ich lokalach, gdyż zaczęli w tym czasie odczuwać silną konkurencję ze strony piwowarstwa przemysłowego. Po przejęciu zakładu przez stowarzyszenie został on w znacznym stopniu rozbudowany. Browar zaczął działać pod nazwą Bürgerliches Brauhaus Breslau G.m.b.H, zmienioną później na Bürgerliches Brauhaus Breslau AG, powszechnie używano skrótu BBB. W początkowym okresie działalności BBB roczna produkcja piwa wynosiła około 6 tys. hl, stale wzrastając do czasów II wojny światowej.
Zniszczony w 1945, odbudowany w latach 50., działał pod nazwą Browar Mieszczański, a następnie jako Oddział Mieszczański przyłączony został do Wrocławskich Zakładów Piwowarskich, przekształconych po roku 1990 w Browary Dolnośląskie Piast S.A. W pierwszych latach powojennych roczna produkcja piwa wynosiła około 5000 hl. Po krótkim okresie produkcję piwa wstrzymano, zakład zaczął wytwarzać natomiast kwas mlekowy.
Produkcja piwa została wznowiona w roku 1965, wynosiła ona przeciętnie 100 tys. hl piwa rocznie. Zakład specjalizował się w produkcji piw jasnych pełnych i lekkich. W roku 1996, po zmianie właściciela produkcja piwa została definitywnie zakończona, opuszczone budynki zaczęły powoli niszczeć. W roku 2003 obiekty dawnego browaru zostały sprzedane Krzysztofowi Wojtasowi, który zaadaptował je na centrum kulturalno-rozrywkowo-szkoleniowe.